# Synodus jaculum
Synodus jaculum is een straalvinnige vissensoort uit de familie van hagedisvissen (Synodontidae). De wetenschappelijke naam van de soort is voor het eerst geldig gepubliceerd in 1979 door Russell & Cressey.